# カニリカ
カニリカ（1961年〈昭和36年〉7月26日 - ）は、日本の女性放送作家、脚本家、演出家である。千葉県出身。カリフォルニア州立サンタアナ・カレッジ（Santa Ana College）卒業。日本脚本家連盟会員。株式会社テレビ朝日演劇プロデューサー。
おもに担当した番組は『スッキリ!!』、『ナイナイサイズ!』、『1億人の大質問!?笑ってコラえて!』など。ほかに小説やエッセイの執筆、演劇・ドラマの脚本や舞台の演出、海外エージェントとの交渉も行う。作家としての活動は可児理華名義で行うこともある。

## 人物
女性学を学ぶつもりで海外の大学に入学したが、途中で専攻を変えてテレビ制作を学ぶ。帰国後はポニーキャニオン、ラジオ番組制作会社勤務を経て、1989年に独立し会社「カニリカ・カンパニー」を設立。ラジオ番組制作に関わる一方で、ライターとしてプリンス、シンディ・ローパー、ＴＡＫＥ６、マイケル・フランクスなど多くのライナーノーツやアーティスト・インタビューを手がけ、『週刊文春』『東京ウォーカー』『サライ』『ＣＲＥＡ』『コスモポリタン』等に映画、音楽、演劇、グルメ、旅行、インタビューなどの記事を執筆。
1999年からテレビの放送作家として活動。2001年に日本テレビシナリオ登竜門に入選したことをきっかけにテレビドラマや舞台作品の脚本を書き始め、2008年からは演出を手がけるようになる。
2010年、俳優集団NAKED BOYZを創立し、2015年8月まで企画・演出・プロデュースを行う。2018年10月より株式会社mixzoneとプロデューサー契約を交わした。2024年4月より株式会社テレビ朝日の演劇プロデューサーとして専属契約した。

## 主な担当番組
- スッキリ!!（日本テレビ）
- ザ・ワイド（日本テレビ）
- ワイド!スクランブル（テレビ朝日）
- はなまるマーケット（TBS）
- 明石家マンション物語（フジテレビ）
- ブラウンさん（日本テレビ）
- ナイナイサイズ!（日本テレビ）
- プレイヤーズ（日本テレビ）
- GiRLS×GiRLS（日本テレビ）
- 今夜はプネ・プネ（日本テレビ）
- トナリの悩みの解決人（日本テレビ）
- ウルトラショップ（日本テレビ）
- ティンティンTOWN!（日本テレビ）
- エンタの神様（日本テレビ）
- おすぎとピーコの金持ちA様×貧乏B様（日本テレビ）
- 金のA様×銀のA様（日本テレビ）
- 汐留スタイル!（日本テレビ）
- ウタワラ（日本テレビ）
- シュガーヒルストリート（日本テレビ）
- ささるぅ（日本テレビ）
- 芸能人も駆け込む!2007年問題研究所（フジテレビ）
- おもいッきりイイ!!テレビ（日本テレビ）
- アナ☆パラ（日本テレビ）
- 週末のシンデレラ 世界!弾丸トラベラー（日本テレビ）
- 1億人の大質問!?笑ってコラえて!（日本テレビ）
- オンナのごはん（日本テレビ）
- 皇室ご成婚50周年記念特別番組（テレビ朝日）
- 乙武洋匡の世界で一番楽しい学校（日本テレビ）
- 世界が選んだ日本人～マスター・オブ・ワイン大橋健一（BS日テレ）
- 美男子界（NOTTV）
- 禁断ガール（NOTTV）
- 菊地亜美のチャリーズエンジェル（東京MXテレビ）
- 菊地亜美の女子力向上委員会（東京MXテレビ）
- 美男子劇場（JFN）
- サタデードラマハウス（JFN）
- すとぷりMonday(ニッポン放送）企画＆プロデュース

## 劇作品

### 舞台
注記のないものは脚本・演出
- 愛しのキビダンゴ（2002年、新宿MARZ）
- 白い嘘（2003年、東京芸術劇場小ホール）
- どれミゼラブル（2004年、シアターサンモール）
- コトブキ!（2005年、東京芸術劇場小ホール）
- 無敵な男達（2006年、東京芸術劇場小ホール）企画・脚本
- 執事ホテル（2008年、あうるすぽっと）
- 暁の誓い（2009年、あうるすぽっと）
- 金色のコルダ ステラ・ミュージカル（2010年、天王洲銀河劇場/ル テアトル銀座・新神戸オリエンタル劇場）
- ハマリマン（2010年、新宿FACE）
- BADMAN（2011年、新宿FACE）
- 神☆ヴォイス 〜Go!Go!Dreamers!!〜（2012年、MAKOTOシアター銀座）
- 青木さん家の奥さん（2012年、築地ブディストホール）
- 佐川男子（2013年、築地ブディストホール）
- 3D兄弟の夏（2013年8月、神保町花月）
- 青木さん家の奥さん（2013年11月、神保町花月）演出
- 佐川男子1&2（2014年1月、築地ブディストホール）
- 3D役者の冬（2014年2月、神保町花月）
- クローゼットZERO（2014年6月、神保町花月）演出
- CHANGING 〜二つの行方（2014年12月、築地ブディストホール）
- 朗読劇「美男子劇場」（2015年５月、築地ブディストホール）
- 23階の笑い（原作：ニール・サイモン、演出：錦織一清）翻訳・上演台本（2016年12月、紀伊國屋サザンシアターTAKASHIMAYA）（2017年5月、博品館劇場、名古屋アートピアホール、久留米シティプラザ、サンケイホールプリーゼ）
- グレート・コメット (2019年1月、プレイハウス）日本上演権交渉のサポート
- 囚われのパルマ -失われた記憶-（2019年6月、大阪サンケイホールブリーゼ、シアター1010）脚色・演出（原作：カプコン）
- どれミゼラブル！（2019年10月　博品館劇場、大阪松下ＩＭＰホール、福岡ももちパレス大ホール、仙台電力ホール）プロデュース＆脚本
- 悪魔の毒毒モンスター（2020年3月　大手町よみうりホール、大阪松下ＩＭＰホール）プロデュース＆翻訳
- ボーイズ・イン・ザ・バンド（2020年7月　東京、大阪、札幌、仙台、東京凱旋）プロデュース
- 野暮兄弟と小狐ちゃん（2021年1月　東京）プロデュース＆脚色
- コムサdeマンボ！（2021年8月　東京、京都、静岡）プロデュース＆脚本
- ネバー・ザ・シナー (2021年9月　東京、大阪）プロデュース
- ボーイング・ボーイング（2022年5月　東京、大阪)  プロデュース&翻訳
- ダディ（2022年7月　東京、大阪）プロデュース
- コムサdeMANZAI ! (2022年９月　東京、大阪、静岡）プロデュース＆原案
- 悪魔の毒毒モンスターREBORN（2023年1月　東京、大阪）プロデュース＆翻訳
- 野暮兄弟と小狐ちゃんSpeciaL（2023年9月　東京、大阪）プロデュース＆脚色＆演出補
- エウリディケ（2024年2月　東京、大阪）企画プロデュース
- トンデモ？ピーターパン！（2024年　9～10月　大阪、愛知、東京）企画プロデュース＆翻訳
- CAMPだGO！（2025年1月　東京、大阪）企画プロデュース＆脚本

### コンサート、イベント
- 宝塚OG毎日希望奨学金チャリティ―コンサート「忘れない～亡き人へ綴る愛の手紙」（2018年3月8日、Bunkamuraオーチャードホール）プロデュース＆構成
- 宝塚OG毎日希望奨学金チャリティ―コンサート「忘れない～天国の大切なあの人へ」(2019年3月12日、Bunkamuraオーチャードホール）プロデュース＆構成
- 宝塚OG毎日希望奨学金チャリティ―コンサート「忘れない～天国の大切なあの人へ」(2020年3月10日、Bunkamuraオーチャードホール）構成

### テレビドラマ
- おいしい女たち（2001年12月、日本テレビ）
- あの日にかえりたい。〜東京キャンティ物語〜（2004年10月、日本テレビ）

日本テレビシナリオ登竜門2001入選
- 双子道成寺

### 映画
- 20世紀少年（2008年） - 企画立案

## 著書

### 書籍
- 二十一世紀歌舞伎組参上!（1996年、文藝春秋）
- 恋も仕事も引き寄せる魔法の質問99（2003年、日経BP社）
- 「恋犬(コイイヌ)」診断 〜必ず彼が見つかる7タイプ別恋愛必勝法（2005年、PHP出版）
- いやーん! ばかーん! カニリカーン -人気女性放送作家のアイタタブログ999(?)連発（2006年、駒草出版）
- 執事ホテル -The heavenly hotel in the world （2007年、ソニー・マガジンズ）

### 訳書
- ルチャーノ・パヴァロッティ/ウィリアム・ライト『パヴァロッティ マイ・ワールド』（1996年、小学館）

## 出演

### テレビ番組
- スッキリ!!（2006年4月 - 9月、日本テレビ） - レギュラーコメンテーター

### ラジオ番組
- KANIの缶詰（2004年1月 - 4月、FM横浜） - パーソナリティ

## 企業アドバイザー
- ブルドックソース - 開発商品
- 東ハト
- 資生堂「化粧惑星」 - 一連の商品及び期間限定で化粧惑星ブログの編集長に就任
- 六本木ミッドタウン開発プロジェクト
- Yahoo!メッセンジャー・Yahoo!パートナー - コンテンツアドバイザー
- おんならいふ - コンテンツアドバイザー
- ブロスタTV - コンテンツ及びクリエイター発掘ブロスタアワード審査員
- ショップチャンネル - アドバイザー
- アメーバブログ - アドバイザー
- kitchenlife - 料理イベントアドバイザー
- CEO　女社長情報 - アドバイザー
- 三井生命「トップリーダーレポート」アドバイザー
- KAODACHI セラピーアドバイザー